# Comissari Europeu de la Competència
El Comissari Europeu de la Competència és un membre de la Comissió Europea encarregat de les qüestions sobre la competència comercial, les fusions d'empreses, les ajudes estatals i les lleis antimonopoli. Des del setembre de 1990 aquest comissaria és l'única autoritat autoritzada a permetre les fusions a l'Espai Econòmic Europeu (EEA).
L'actual comissària responsable d'aquesta cartera és la danesa Margrethe Vestager.

## Llista de Comissaris de la Competència
| Comissió               | Inici                  | Finalització       | Nom           | País     | Partit |
| Hallstein I            |                        |                    |               |          |        |
| ---------------------- | ---------------------- | ------------------ | ------------- | -------- | ------ |
| Hallstein I            | 7 de gener de 1958     | 9 de gener de 1962 | Hans Groeben  | Alemanya | cap    |
| Hallstein II           |                        |                    |               |          |        |
| 10 de gener de 1962    | 30 de juny de 1967     | Hans Groeben       | Alemanya      | cap      |        |
| Rey                    |                        |                    |               |          |        |
| 2 de juliol de 1967    | 30 de juny de 1970     | Maan Sassen        | Països Baixos | KVP      |        |
| Malfatti               |                        |                    |               |          |        |
| 1 de juliol de 1970    | 21 de març de 1972     | Albert Borschette  | Luxemburg     | ind.     |        |
| Mansholt               |                        |                    |               |          |        |
| 22 de març de 1972     | 5 de gener de 1973     | Albert Borschette  | Luxemburg     | ind.     |        |
| Ortoli                 |                        |                    |               |          |        |
| 6 de gener de 1973     | 5 de gener de 1977     | Albert Borschette  | Luxemburg     | ind.     |        |
| Jenkins                |                        |                    |               |          |        |
| 6 de gener de 1977     | 5 de gener de 1981     | Raymond Vouel      | Luxemburg     | LSAP     |        |
| Thorn                  |                        |                    |               |          |        |
| 6 de gener de 1981     | 5 de gener de 1985     | Frans Andriessen   | Països Baixos | CDA      |        |
| Delors I               |                        |                    |               |          |        |
| 6 de gener de 1985     | 5 de gener de 1989     | Peter Sutherland   | Irlanda       | FG       |        |
| Delors II              |                        |                    |               |          |        |
| 6 de gener de 1989     | 5 de gener de 1993     | Leon Brittan       | Regne Unit    | Con.     |        |
| Delors III             |                        |                    |               |          |        |
| 6 de gener de 1993     | 22 de gener de 1995    | Karel Van Miert    | Bèlgica       | SP.A     |        |
| Santer                 |                        |                    |               |          |        |
| 23 de gener de 1995    | 15 de març de 1999     | Karel Van Miert    | Bèlgica       | SP.A     |        |
| Marín                  |                        |                    |               |          |        |
| 16 de març de 1999     | 15 de setembre de 1999 | Karel Van Miert    | Bèlgica       | SP.A     |        |
| Prodi                  |                        |                    |               |          |        |
| 16 de setembre de 1999 | 21 de novembre de 2004 | Mario Monti        | Itàlia        | ind.     |        |
| Barroso I              |                        |                    |               |          |        |
| 22 de novembre de 2004 | 9 de febrer de 2010    | Neelie Kroes       | Països Baixos | VVD      |        |
| Barroso II             |                        |                    |               |          |        |
| 9 de febrer de 2010    | 1 de novembre de 2014  | Joaquín Almunia    | Espanya       | PSOE     |        |
| Juncker                |                        |                    |               |          |        |
| 1 de novembre de 2014  | actualitat             | Margrethe Vestager | Dinamarca     | RB       |        |